# Reelina

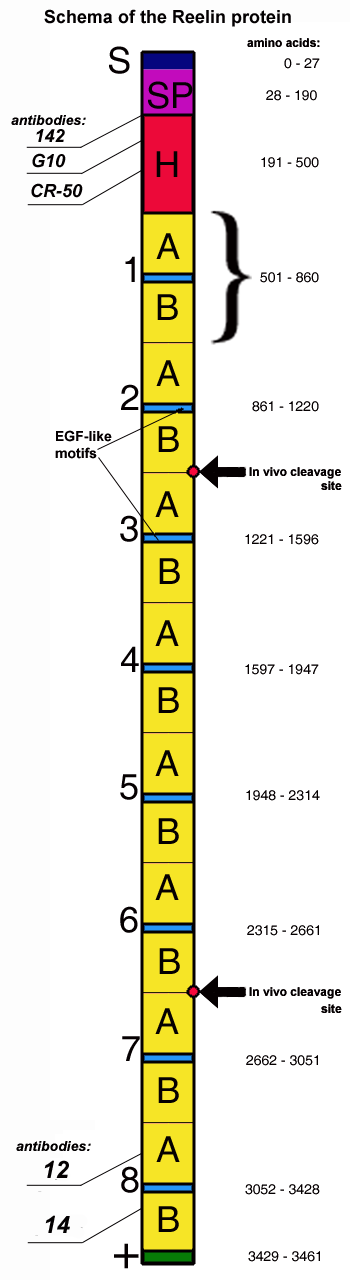
Schematyczna budowa reeliny

Reelina (relina) – białko występujące głównie w mózgu, ale również w szpiku kostnym, krwi i innych narządach i tkankach ciała. Odkryta w latach 50. XX wieku. Uczestniczy w regulacji procesów migracji i umiejscowienia neuronów w rozwijającym się mózgu. W mózgu dorosłym moduluje plastyczność synaptyczną poprzez indukcję i utrzymanie długotrwałego wzmocnienia synaptycznego. Stymuluje też rozwój dendrytów i reguluje ciągłą migrację neuroblastów powstających w procesie neurogenezy u osób dorosłych.